# Greg Bryk
Greg Bryk (* 19. August 1972 in Winnipeg, Manitoba als Greggory Michael Bryk) ist ein kanadischer Schauspieler.

## Leben und Karriere
Bryk studierte zunächst Rechtswissenschaft an der Queen’s University in Kingston, Ontario und spielte dort erfolgreich American Football in einer Auswahlmannschaft seiner Universität. Während seines dritten Studienjahres engagierte er sich zudem in einer Theatergruppe, die seine Leidenschaft zur Schauspielerei weckte, so dass er später sein Jurastudium zugunsten einer angestrebten künstlerischen Laufbahn abbrach. Während seiner Studienzeit spielte Bryk seine erste Hauptrolle in Shakespeares Hamlet, einer Bühnenproduktion seiner Queen’s University. Nach seinem Studienabschluss mit einem „Bachelor of Honours“ in Drama und Englisch, startete Bryk seine Schauspielkarriere an diversen Bühnen in Kanada und der USA.
Ende der 1990er Jahre debütierte Bryk zudem als Film- und Fernsehschauspieler mit einigen Gastrollen in Fernsehfilmen und -serien, wie beispielsweise in Relic Hunter – Die Schatzjägerin. Unzählige Nebenrollen in Fernsehserien folgten, bis er schließlich 2005 die Hauptrolle in dem Independentfilm Pizza Shop spielte.

## Filmografie (Auswahl)
- 2000: Relic Hunter – Die Schatzjägerin (Relic Hunter, Fernsehserie, Folge 1x20)
- 2001: Mutant X (Fernsehserie, Folge 1x08)
- 2002: Men with Brooms
- 2003: Das Johannes-Evangelium (The Gospel of John)
- 2004–2008: ReGenesis (Fernsehserie, 49 Folgen)
- 2005: Pizza Shop
- 2005: Neil
- 2005: Slatland (Fernsehfilm)
- 2005: A History of Violence
- 2006: Living Death
- 2007: The Robber Bride (Fernsehfilm)
- 2007: The Dresden Files (Fernsehserie, Folge 1x08)
- 2007: Weirdsville
- 2007: Shoot ’Em Up
- 2008: Saw V
- 2008: XIII – Die Verschwörung (XIII)
- 2009: Screamers: The Hunting
- 2009: Deadliest Sea
- 2009: Dolan’s Cadillac
- 2010: Saw 3D – Vollendung (Saw 3D)
- 2010: Red: Werewolf Hunter
- 2010: The Bridge (Fernsehserie, 1 Folge)
- 2010: Republic of Doyle – Einsatz für zwei (Republic of Doyle, Fernsehserie, 1 Folge)
- 2011: Krieg der Götter (Immortals)
- 2011–2012: XIII – Die Verschwörung (XIII: The Series, Fernsehserie, 24 Folgen)
- 2013: Reign (Fernsehserie, Folge 1x11)
- 2014–2016: Bitten (Fernsehserie, 32 Folgen)
- 2015: Fargo (Fernsehserie, Folge 2x05)
- 2015–2016: The Expanse (Fernsehserie, 4 Folgen)
- 2016: Der Schatz von Walton Island (Lost & Found)
- 2016: Rogue (Fernsehserie, 2 Folgen)
- 2016–2018: Frontier (Fernsehserie, 18 Folgen)
- 2017: Mary Kills People (Fernsehserie, 6 Folgen)
- 2017: Saving Hope (Fernsehserie, 1 Folge)
- 2017: Ransom (Fernsehserie, 1 Folge)
- 2018: The Handmaid’s Tale – Der Report der Magd (The Handmaid’s Tale, Fernsehserie, 3 Folgen)
- 2018: Caught (Fernsehfünfteiler)
- 2019: Ad Astra – Zu den Sternen (Ad Astra)
- 2019: V Wars (Fernsehserie, 5 Folgen)
- 2020: Der Spion von nebenan (My Spy)
- 2020: Der geheime Club der zweitgeborenen Royals (Secret Society of Second-Born Royals)
- 2021: Titans (Fernsehserie, 3 Folgen)
- 2021: Departure (Fernsehserie, 5 Folgen)
- 2022: The Fight Machine

## Videospiele
- 2018: Far Cry 5 (als Joseph Seed/The Father)
- 2019: Far Cry New Dawn (als Joseph Seed/The Father)
- 2021: Far Cry 6 (als Joseph 'The Father' Seed – Joseph Seed Collapse DLC)
- 2022: Joseph: Collapse (Als Joseph Seed)